# Liparometra articulata
Liparometra articulata is een haarster uit de familie Mariametridae.
De wetenschappelijke naam van de soort werd in 1849 gepubliceerd door Johannes Peter Müller.